# Vitis coignetiae
Vitis coignetiae là một loài thực vật hai lá mầm trong họ Nho. Loài này được Pulliat ex Planch. miêu tả khoa học đầu tiên năm 1883.
Đây là loài bản địa khu vực khí hậu ôn đới của châu Á, nơi nó có thể được tìm thấy ở Vùng Viễn Đông của Nga, (Sakhalin); Hàn Quốc; và Nhật Bản (Hokkaido, Honshu, Shikoku). Nó được mô tả về mặt thực vật học vào năm 1883. Nó được gọi là meoru (머루) trong tiếng Hàn và yama-budo (ヤマブドウ) trong tiếng Nhật. 